# Rock Rivals
Rock Rivals (Rock Rivals) est un feuilleton télévisé britannique créé par Maureen Chadwick et Ann McManus et diffusé entre le 5 mars 2008 et le 23 avril 2008 sur ITV.

## Synopsis
Ce feuilleton met en scène la vie d'un couple de célébrités juges d'une émission de télé-réalité au moment où leur mariage se détruit peu à peu.

## Fiche technique
- Version française réalisée par :
- Créateur : Maureen Chadwick, Ann McManus
- Société de doublage : Mediadub International
- Direction artistique :
- Adaptation des dialogues : Jérôme Dalotel, Emilie Pannetier
- Langue : anglais
- Saison : 1 saison et 8 épisodes
- Genre : Drame

## Distribution
- Sammy Glenn : Dana Bigglesworth
- Kumar Kanesworth : Caleb Coombs
- Siva Kanesworth : Carson Coombs
- James Carlton : Darren
- Sol Heras : Luke Ellis
- Michelle Collins : Karina Faith
- Sean Gallagher : Mal Faith
- Alice Henley : Ocean Faith
- Gary Cooke : Vernon Fentor
- Nicola Hughes : Sundae Gorgeous
- Holly Quin-Ankrah : Bethany Hopkins
- Alison Newman : Lynette Hopkins
- Lisa Dwan : Angel Islington
- Sophie Dawney : Jinx Jones
- Adam Leese : Felix McGowan
- Shane McDaid : Declan O'Brien
- Helen Modern : Sasha Reed
- James Anderson : Pete Shepherd
- Amy Garcia : Lucy Stone
- Robert Sheehan : Addison Teller
- Marcus O'Donovan : Jez Willard
- Gerry McCann : Sam Winwood

## Guide des épisodes
1. Le Clash (Episode One)
2. Combat de coq (Episode Two)
3. La Mariée suicidée (Episode Three)
4. Ras de marée (Episode Four)
5. Tous les coups sont permis (Episode Five)
6. Amnésie (Episode Six)
7. La Dernière Ligne droite (Episode Seven)
8. La Finale (Episode Eight)